# Stazione di Kashii
La stazione di Kashii (香椎駅?, Kashii-eki) è una stazione ferroviaria di Fukuoka, e si trova nel quartiere di Higashi-ku. La stazione, la principale del quartiere di Higashi-ku di Fukuoka, è servita dalla linea principale Kagoshima e dalla linea Kashii della JR Kyushu.

## Linee e servizi ferroviari
JR Kyushu
■ Linea principale Kagoshima
■ Linea Kashii

## Struttura
La stazione è costituita da un marciapiede laterale e due a isola, con cinque binari passanti in superficie. Tutte le banchine sono dotate di ascensori e scale mobili. Il fabbricato viaggiatori, di grandi dimensioni, contiene un centro commerciale del franchising FRIESTA.
| 1   | ■ Linea principale Kagoshima                  |  | per Akama, Orio, Kokura e Mojikō                |
| 1   | ■ Espressi limitati Sonic e Nichirin Sea Gaia |  | per Kokura, Ōita, Miyazaki e Miyazaki Aeroporto |
| 2   | ■ Linea principale Kagoshima                  |  | per Hakata, Futsukaichi, Tosu e Ōmuta           |
| 3-5 | ■ Linea Kashii                                |  | per Chōjabaru e Umi                             |
| 4   | ■ Linea Kashii                                |  | per Gannosu e Saitozaki                         |

## Stazioni adiacenti
| «                          | Servizio                   | »                          |
| Linea principale Kagoshima | Linea principale Kagoshima | Linea principale Kagoshima |
| -------------------------- | -------------------------- | -------------------------- |
| Kyūsandaimae               | Locale                     | Chihaya                    |
| Fukkōdaimae                | Rapido                     | Chihaya                    |
| Fukkōdaimae                | Semirapido                 | Chihaya                    |
| Linea Kashii               |                            |                            |
| Wajiro                     | -                          | Kashiijingū                |